# Іване II Джакелі
Іване II Джакелі (груз. ივანე II ჯაყელი; 1370 — 1444) — атабег Самцхе (Месхетії) у 1391—1444 роках. Загальною нумерацією роду рахується як «Іване II», з огляду перших самостійних правителів — «Іване I».

## Життєпис
Син атабега Бека II. Після смерті батька 1391 року став співатабегом разом зі стриєчним братом Аґбуґою I, який був фактичним правителем Самцхе. У 1393—1394 року з власним загоном долучився до армії грузинського царя Георгія VII, що протистояв вторгненню чагатайського аміра Тимура. 1395 року після смерті Аґбуґи I став повновладним правителем.
1400 року під час нового вторгнення Тимура вимушений був визнати його зверхність. У 1401—1402 роках брав участь у кампанії проти османського султана Баязида I. 1405 року після смерті Тимура з огляду на боротьбу його синів з Кара-Коюнлу зумів відновити незалежність Самцхе. Водночас послаблення Грузинського царства також дозволило Іване II все менше рахуватися з його царями Георгієм VII і Костянтин I. 1411 році відмовився підтримати останнього у боротьбі проти Кара-Коюнлу.
У 1410 році планував створити самостійну православну церкву Месхетії, але наштовхнувся на спротив місцевого духовенства, яке стало на бік Мцхетського патріархату. 1414 року проти СЧамцхе виступив новий грузинський цар Олександр I у битві біля Аспідзи завдав поразки Іванне II, який потрапив у полон. Останній вимушений був знову визнати зверхність Грузії.
По поверненню до себе десь 1417 року номінально передав управління синам Аґбузі I і Кваркваре II, а сам зберіг титул атабега й фактичне керування до початку 1430-х років. Помер Іване II у 1441 році.